# Kanchrapara
Kanchrapara là một thành phố và khu đô thị của quận North Twentyfour Parganas thuộc bang Tây Bengal, Ấn Độ.

## Địa lý
Kanchrapara có vị trí 22°58′B 88°26′Đ / 22,97°B 88,43°Đ Nó có độ cao trung bình là 10 mét (32 feet).

## Nhân khẩu
Theo điều tra dân số năm 2001 của Ấn Độ, Kanchrapara có dân số 126.118 người. Phái nam chiếm 52% tổng số dân và phái nữ chiếm 48%. Kanchrapara có tỷ lệ 81% biết đọc biết viết, cao hơn tỷ lệ trung bình toàn quốc là 59,5%: tỷ lệ cho phái nam là 86%, và tỷ lệ cho phái nữ là 76%. Tại Kanchrapara, 8% dân số nhỏ hơn 6 tuổi.